# Pallavolo ai IV Giochi panamericani - Torneo maschile
Il III campionato di pallavolo maschile ai Giochi panamericani si è svolto dal 24 aprile al 3 maggio 1963 a San Paolo, in Brasile, durante i IV Giochi panamericani. Al torneo hanno partecipato 6 squadre nazionali nordamericane e sudamericane e la vittoria finale è andata per la prima volta al Brasile.

## Squadre partecipanti
| - Argentina - Brasile - Cile - Stati Uniti - Uruguay - Venezuela |

## Classifica finale
| Classifica | Squadre     |
| ---------- | ----------- |
|            | Brasile     |
|            | Stati Uniti |
|            | Argentina   |
| 4          | Cile        |
| 5          | Venezuela   |
| 6          | Uruguay     |